# Oliver Skipp
Oliver William Skipp (* 16. September 2000 in Welwyn Garden City) ist ein englischer Fußballspieler, der bei Leicester City als zentraler Mittelfeldspieler spielt.

## Vereinskarriere
Skipp begann seine Karriere als Jugendlicher bei Tottenham Hotspur.
Am 29. August 2018 unterzeichnete Skipp einen Dreijahresvertrag als Profi bei Tottenham Hotspur. Er machte sein Debüt für die Profimannschaft von Tottenham bei einem 3:1-Sieg im League Cup gegen West Ham United am 31. Oktober 2018.
Er gab sein Premier-League-Debüt bei einem Heimspiel gegen den FC Southampton als er kurz vor Spielende eingewechselt wurde, in einem Spiel das die Spurs mit 3:1 gewannen.
Skipp machte seinen ersten Premier League Start für die Spurs im Heimspiel gegen den FC Burnley am 15. Dezember 2018, das mit einem 1:0-Sieg endete.
Am 26. Februar 2023 erzielte Skipp beim 2:0-Erfolg gegen den FC Chelsea sein erstes Premier League-Tor.
Im August 2024 wechselte er zu Leicester City.

## Nationalmannschaft
Skipp kam bisher in verschiedenen Jugendauswahlen (U16, U17 und U18) Englands zum Einsatz. Am 11. Oktober 2019 debütierte er dann für die englische U21-Auswahl gegen Slowenien (2:2).
Mit der Mannschaft nahm er 2023 an der U-21-Europameisterschaft teil und holte den Titel; dabei kam er im Finale als Einwechselspieler zum Einsatz.